# Manoir de la Hautière
Le manoir de la Hautière est un manoir bâti vers la fin du XIVe siècle, situé rue Claude-Guillon-Verne, dans le quartier Bellevue - Chantenay - Sainte-Anne, à Nantes en France. Le bâtiment a été inscrit aux monuments historiques en 1926.

## Historique
Ce petit manoir seigneurial comporte des parties dont la construction remonte à la fin du XIVe siècle,. Un dénommé Guillaume Boislève est le premier propriétaire connu.
En 1594, Henri IV, accompagné de Gabrielle d'Estrée, y loge lors de son séjour à Nantes, à l'occasion de la signature du célèbre Édit. Michel Ragau et son épouse Françoise d'Achon, seigneurs de la Hautière et de Lusançay, sont propriétaires du manoir en 1610.
En 1661, Louis XIV, en visite dans la ville pour présider les États de Bretagne, passe une nuit à la Hautière.
La famille Carré de Lusançay (ou Luzançay) l'achète en 1709 (Nicolas Philippe Carré de Lusançay, grand-père de Pierre Carré de Lusançay, était commissaire de la Marine à Nantes) ; à la Révolution, elle en est privée. Le manoir est transformé en prison ; c'est là que l'amiral du Chaffaut meurt en 1794. Sous l'Empire, la famille Carré de Lusançay récupère le site en mauvais état : il est revendu par les héritiers de Nicolas Michel, dernier membre de la famille à être propriétaire et résident de la Hautière, décédé au manoir en 1791.
Le manoir est acquis par la famille de Saint-Pern, puis, en 1825, par Édouard Thominé. Il s'agit encore d'une demeure bourgeoise avec dépendances, entourée d'un terrain de onze hectares. En 1863, la propriété passe aux mains de la famille Gaboriaud. Le manoir est, lors de la guerre franco-allemande de 1870, le lieu de rassemblement des volontaires nantais de l'Armée de la Loire. En 1883, Mme Lac devient propriétaire, puis c'est, par héritage, le tour de sa fille, Mme Perodeau.
Pierre Charette (1587), René Foucaud, maître des comptes (1640), la marquise de La Tullaye ont également été propriétaires du manoir.
La commune de Chantenay-sur-Loire acquiert la propriété en 1906, pour y installer les services d'octroi. Le manoir sert de lieu de rassemblement pour des festivités de la communauté des bretons de Haute-Bretagne. En 1908, la commune de Nantes annexe celle de Chantenay, et devient propriétaire de la Hautière. Lors de la Première Guerre mondiale, le manoir accueille des réfugiés civils en provenance des zones de combat ou occupées. Après le conflit, la commune de Nantes projette d'y aménager des logements populaires, mais ce n'est toujours pas réalisé lorsqu'en 1940 le site sert de nouveau de refuge lors du début des combats de la Deuxième Guerre mondiale. Après 1945, le manoir est laissé à l'abandon et occupé.
En 1968, l'Union compagnonnique réhabilite le site, et y installe un lieu d'exposition des œuvres et de vieux outils des « Compagnons du tour de France des devoirs unis », y compris pour des métiers disparus.
Le manoir est inscrit à l'inventaire supplémentaire des monuments historiques par arrêté du 7 janvier 1926.

## Architecture et décor
Le manoir est constitué de trois maisons accolées, construites en granit, schiste et tuffeau. La façade principale, orientée vers l'est, présente quinze ouvertures qui n'offrent pas de régularité de forme et de disposition. Le tuffeau a été utilisé pour le percement de lucarnes, travaux effectués au XVe siècle, comme l'atteste la décoration. Deux des portes sont de style roman. Une autre est couverte d'un porche qui abrite un escalier tournant, qui mène à un appartement doté d'une cheminée monumentale. La partie sud de l'ensemble, une des trois maisons, semble avoir été un atelier d'alchimie. Côté ouest se dresse une tour hexagonale, qui était autrefois couverte d'un toit pointu.

## Galerie

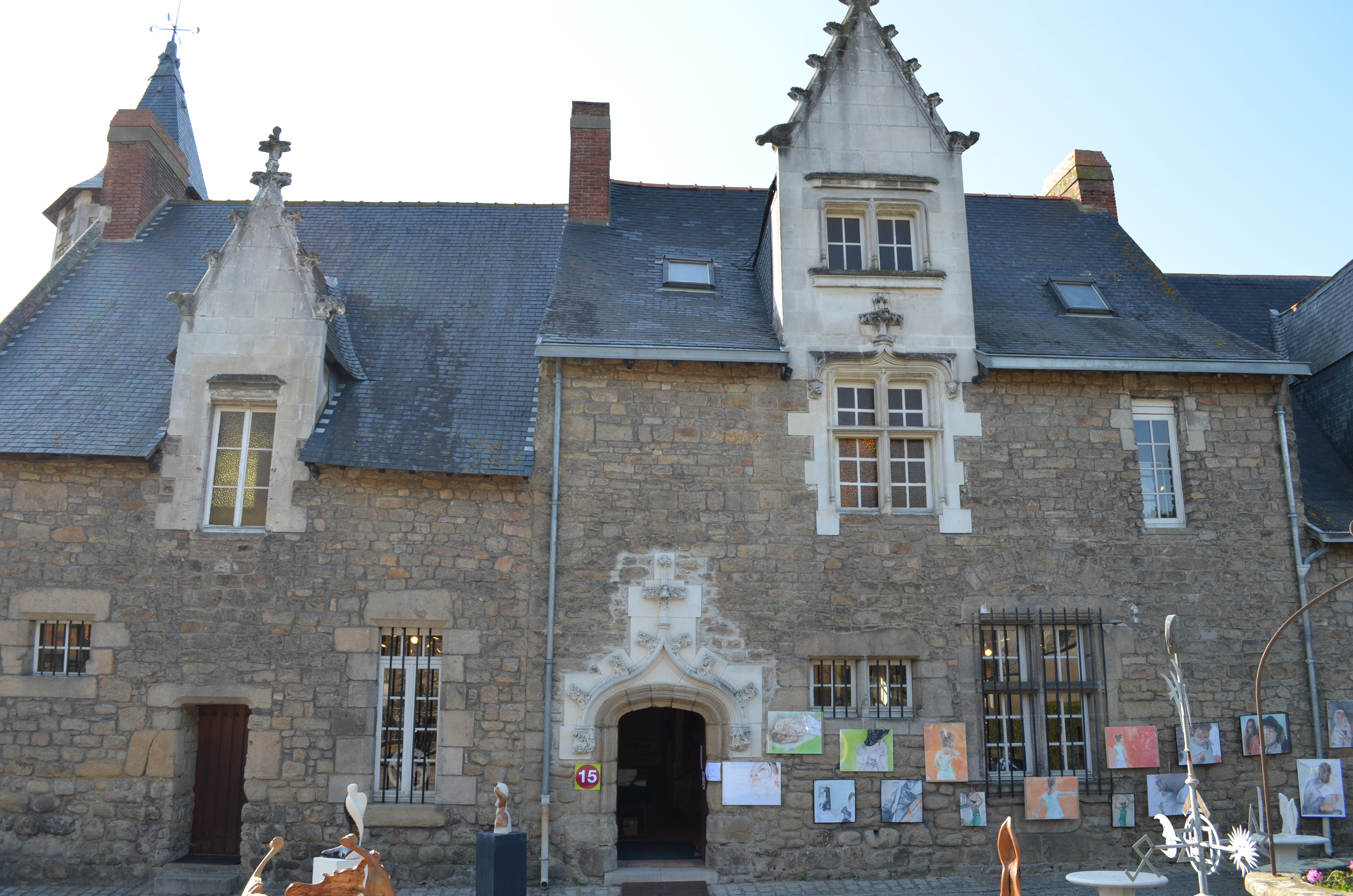
Façade depuis la cour.
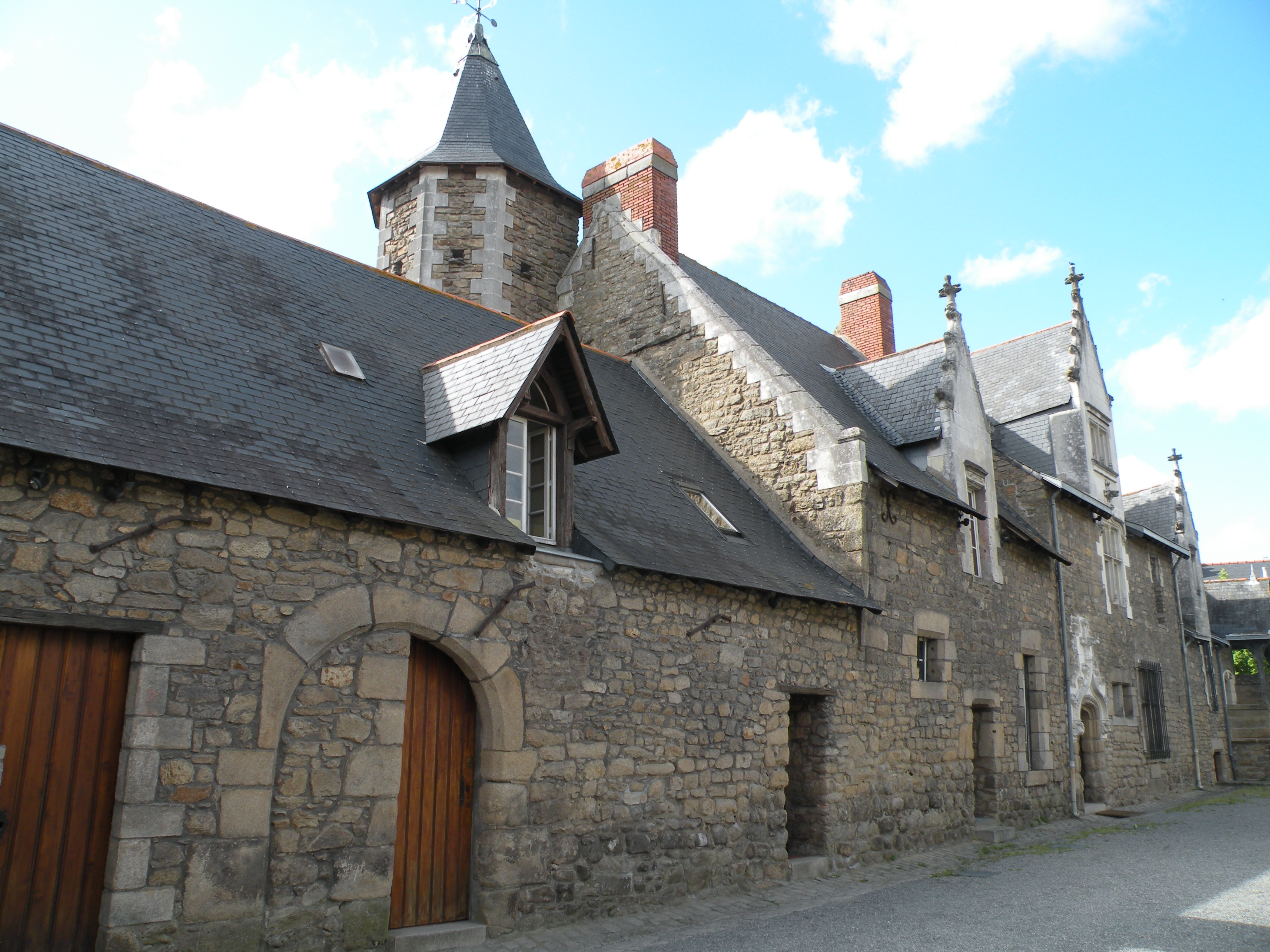